# Setanta apicalis
Setanta apicalis là một loài tò vò trong họ Ichneumonidae.